# Infanterie-Division Theodor Körner
Die Infanterie-Division „Theodor Körner“ war eine deutsche Infanterie-Division des Heeres im Zweiten Weltkrieg. Die Einheit bestand überwiegend aus Angehörigen des Reichsarbeitsdienstes (RAD). 

## Divisionsgeschichte
Die spätere RAD Division Nr. 3 „Theodor Körner“ wurde als Infanterie-Division z. b. V. 3 im Zuge der 35. Aufstellungswelle am 4. April 1945 aus dem Stab der 215. Infanterie-Division, Männern aus dem RAD des Wehrkreises III auf dem Truppenübungsplatz Döberitz aufgestellt. Sie umfasste ca. 10.000 Mann, wobei ca. 7.500 Mann vom RAD gestellt wurde. Die Division wurde kurze Zeit später nach Theodor Körner benannt.
Sie kam an der Mulde und später im XX. Armeekorps bei der 12. Armee südlich von Berlin gegen alliierte und sowjetische Truppen zum Einsatz. Am 26. April erfolgte die letzte Angriffsoperation im Zweiten Weltkrieg bei Beelitz mit der Formation:
- auf der linken Flanke: Infanterie-Division Ulrich von Hutten
- im Zentrum: Infanterie-Division Scharnhorst
- auf der rechten Flanke bei Niemegk mit der Infanterie-Division „Theodor Körner“

Die Einheit deckte im Bereich Treuenbrietzen-Niemegk die Flanke. Insgesamt kam es zum kurzfristigen Raumgewinn gegen die überraschten sowjetischen Truppen.
Die Division ging im Mai 1945 bei Tangermünde an der Elbe in US-amerikanische Kriegsgefangenschaft.

## Gliederung
- Grenadier-Regimenter Theodor Körner 1
- Grenadier-Regimenter Theodor Körner 2
- Grenadier-Regimenter Theodor Körner 3
- Divisions-Füsilier-Bataillon Theodor Körner
- Artillerie-Regiment Theodor Körner
- Pionier-Bataillon Theodor Körner

## Kommandeur
- Generalleutnant Bruno Frankewitz, ehemaliger Kommandeur der aufgelösten 215. Infanterie-Division